# Hombre, tierra y alma (álbum)
Hombre, tierra y alma es el segundo álbum de estudio del grupo musical Bloque editado en el año 1979 por la discográfica "Zafiro" bajo la referencia HS 35.017 (LP) y CH-5.017 (casete). La producción fue llevada a cabo por el propio grupo y curiosamente no se editó ningún sencillo del disco.
Posteriormente se ha reeditado en formato CD en Japón en 1991 por el sello "Crime 4" (especializado en rock progresivo japonés y reediciones de rock europeo), como parte de la colección "European Rock Collection 4" y en 1992 por Chapa Discos y por el sello surcoreano Si-Wan Records.

## Lista de canciones
| Título                                                                               | Autor                                                                           | Duración           |
| ------------------------------------------------------------------------------------ | ------------------------------------------------------------------------------- | ------------------ |
| Humanidad indefensa                                                                  | Sixto Ruiz                                                                      | 6:04               |
| Ya no hay nada en la calle                                                           | Juanjo Respuela                                                                 | 3:32               |
| El llanto del poeta                                                                  | Juanjo Respuela                                                                 | 3:09               |
| ¿El infierno está aquí? parte I / Una posibilidad / ¿El infierno está aquí? parte II | Luis Pastor / Juan Carlos Gutiérrez / Luis Pastor                               | 1:38 / 1:13 / 2:24 |
| Meditación parte I / Descubrir el sentido terrible de la vida / Meditación parte II  | Luis Pastor / Sixto Ruiz / Luis Pastor                                          | 1:21 / 4:01 / 1:30 |
| El verdadero silencio parte I / La muerte renacida / El verdadero silencio parte II  | Luis Pastor, Juanjo Respuela / Sixto Ruiz, Juan Carlos Gutiérrez / Carlos Terán | 2:43 / 1:41 / 2:28 |
| Por fin he vuelto a ti                                                               | Juan Carlos Gutiérrez                                                           | 4:29               |